# Убиство
Убиство је противправно лишавање живота другог човека без оправдања или ваљаног изговора почињено с неопходним умишљајем дефинисано законом у одређеној јурисдикцији. Ово стање ума може, у зависности од јурисдикције, разликовати убиство од других облика хомоцида, као што је убиство из нехата . Убиство из нехата је убиство извршено у одсуству зле намере, као што је у случају убиства на мах изазваног разумном провокацијом или битно смањене урачуњивости. Убиство из нехата, тамо где се препознаје, је убиство коме недостаје било какав умишљај већ само безобзирност.
Већина друштава сматра убиство изузетно тешким злочином и стога верује да особа осуђена за убиство треба да добије оштре казне у сврху одмазде, одвраћања, рехабилитације или онеспособљавања. У већини земаља, особа осуђена за убиство генерално добија дуже затворске казне, доживотну или смртну казну. Неке земље, државе и територије, укључујући Уједињено Краљевство и друге земље англосфере у којима је присутно англосаконско право, прописују доживотни затворску казну за убиство, било да је подељено на убиство првог степена или на други начин.

## Облици убиства
Са кривичноправног становишта, лишење живота друге особе не квалификује се у сваком случају на исти начин, односно као једно исто кривично дело. Савремена законодавства разликују обично, тешко (квалификовано) и лако (привилеговано) убиство. Основи разликовања налазе се у објективним и субјективним околностима под којима је дело извршено, а које указују на одређени степен опасности дела и учиниоца. 
Основни облик убиства, односно обично убиство дефинише се законском формулацијом ‚‚Ко другог лиши живота казниће се...``. Под обичним убиством подразумева се умишљајно лишавање живота другог лица које није праћено додатним, посебним околностима које, када постоје, мењају тежину и облик овог дела, стварајући тако неки од посебних облика квалификованог или привилегованог убиства. Међутим у основи свих тих посебних облика убиства налази се обично убиство, јер су обележја овог облика убиства заједничка за све друге облике ове инкриминације. Стога обично убиство има карактер општег кривичног дела и супсидијарно је у односу на теже или лакше облике.
Квалификовани облик убиства, односно тешко убиство представља умишљајно лишење живота другог лица, извршено под посебно отежавајућим околностима које су предвиђене законом. Специфичност тешких убистава у односу на друге облике лишавања живота чине управо квалификаторне околности. За примену ове инкриминације неопходне је утврдити да је учинилац био свестан свих елемената дела, односно да су квалификаторне околности биле обухваћене његовим умишљајем. 
Наше законодавство познаје следеће квалификаторне околности:
- убиство на свиреп или подмукао начин
- убиство при безобзирном насилничком понашању
- убиство довођењем у опасност још неког лица
- убиство при извршењу кривичног дела разбојништва или разбојничке крађе
- убиство из тзв. ниских побуда
- убиство службеног или војног лица
- убиство детета или бремените жене
- убиство члана своје породице којег је претходно злостављао
- убиство више лица

Привилеговани облик убиства представља умишљајно лишење живота извршено под посебним олакшавајућим околностима. Криминалнополитички разлог за увођење ове инкриминације јесте изналажење једног компромисног решења између јавног интереса очувања човековог живота, с једне стране и права на смрт као саставног дела права на живот које припада сваком појединцу, с друге стране. 
Наше законодавство разликује четири облика привилегованог убиства:
- Убиство на мах (услови: да је дело извршено услед јаке раздражености, да је учинилац у такво стање доспео без своје кривице, и да је дело извршено на мах)
- Нехатно лишење живота (у обзир долазе оба облика нехата – свесни и несвесни)
- Убиство детета при порођају (извршилац може бити само мајка, уз посебан услов – душевно стање мајке и за одређено време – при порођају или непосредно после порођаја)
- Лишење живота из самилости (еутаназија – објект кривичног дела може бити само пунолетно лице које се налази у тешком здравственом стању – мотив извршиоца је самилост)

### Остали облици убиства
У ову групу убистава, односно у преостале облике убиства убрајамо: акутна и хронична убиства, комбинована убиства, дисимулирана убиства, и директна и индиректна убиства.
- Акутна (напрасна) убиства су она која су брзо извршена, односно лице се лиши живота без дуготрајне патње и та врста убистава су најчешћа, док хронична (лагана) убиства су знатно ређа, и представљају лишење живота неког лица дуготрајним поступком.
- Комбинована убиства су она која су извршена на два или више начина или средстава у циљу лишавања живота, и то узастопно, односно истовремено. Комбинована убиства се врше или због тога да би се убијање убрзало, или да би се исто осигурало.
- Дисимулирана убиства су она која се прикривају под видом самоубиства, задеса, или пак природне смрти, док симулирано убиство представља самоубиство, задес или природну смрт као убиство, односно симулираним убиством се жели прикрити стварно самоубиство, задес или природна смрт.
- Директно убиство је оно када је иницијатор и извршилац једна те иста особа. Уколико је иницијатор једна особа а извршилац друга онда се ради о индиректном убиству.